# Alfaiates
Alfaiates é uma povoação portuguesa sede da Freguesia de Alfaiates do Município do Sabugal, freguesia com 27,97 km² de área e 360 habitantes (censo de 2021), tendo, por isso, uma densidade populacional de 12,9 hab./km².
Os seus habitantes são chamados "alfaiatenses".
Foi vila e sede de concelho entre 1209 e 1836. Foi um dos territórios que passou para a soberania portuguesa pelo Tratado de Alcanizes em 1297. O concelho era constituído pelas freguesias de Aldeia da Ponte, Alfaiates, Forcalhos e Rebolosa. Tinha, em 1801, 1945 habitantes. Aquando da extinção as suas freguesias foram integradas nos concelhos (atual município) do Sabugal e de Vilar Maior, este último também já suprimido.

## Demografia
A população registada nos censos foi:
| Distribuição da População por Grupos Etários | Distribuição da População por Grupos Etários | Distribuição da População por Grupos Etários | Distribuição da População por Grupos Etários | Distribuição da População por Grupos Etários |
| -------------------------------------------- | -------------------------------------------- | -------------------------------------------- | -------------------------------------------- | -------------------------------------------- |
| Ano                                          | 0-14 Anos                                    | 15-24 Anos                                   | 25-64 Anos                                   | > 65 Anos                                    |
| 2001                                         | 30                                           | 33                                           | 156                                          | 200                                          |
| 2011                                         | 26                                           | 19                                           | 128                                          | 158                                          |
| 2021                                         | 20                                           | 18                                           | 123                                          | 199                                          |

## História
Cerca de 1209, o monarca leonês D. Afonso IX de Leão outorgou o primeiro foral a Alfaiates, conhecido por  foros e costumes de Alfaiates (1209).
O momento de glória de Alfaiates remonta a 1327, ano em que a Infanta Maria, filha de D. Afonso IV, foi desposada por El-Rei D. Afonso XI de Castela, na Igreja de S. Sebastião, celebrando três décadas de paz entre os reinos, no seguimento do Tratado de Alcanices.
No ano de 1515, El Rei Dom Manuel I deu o Foral à Vila de Alfaiates. Houve um largo período de florescimento, mas com o passar dos séculos Alfaiates viria a perder a sua importância estratégica.

## Património
- Igreja Paroquial de Santiago Maior;
- Capela de São Lázaro;
- Capela de São Miguel;
- Igreja/Capela da Misericórdia - Igreja Medieval;
- Capela de Sacraparte;
- Castelo de Alfaiates;
- Alminhas;
- Convento da Sacaparte;
- Igreja da Santa Casa da Misericórdia de Alfaiates ou Igreja da Misericórdia de Alfaiates;
- Pelourinho de Alfaiates;
- Cruzeiro da Sacaparte.

Começando pelas ruínas do castelo e das muralhas , são diversos os vestígios de uma história que se confunde com a formação do reino. Esta é hoje uma terra que preserva os seus costumes e tradições, rainha das quais é a capeia arraiana (uma corrida de touros característica da raia, na qual o touro é enfrentado por 20 ou 30 homens solteiros, que sustêm as suas investidas com um enorme forcão).

## Festas, romarias, mercados e capeias arraianas
- Festejos dos Santos Populares, em Junho
- Festa de Nossa Senhora da Sacaparte, na segunda-feira de Pentecostes
- Festa do Espírito Santo, em 15 de agosto
- Romaria de Nossa Senhora da Póvoa, em 15 de agosto
- Mercado, nas segundas quintas-feiras de cada mês
- Capeia arraiana da Páscoa, no domingo de Páscoa
- Capeia arraiana do Verão, em 17 de agosto

## Equipamentos
- Centro Cultural
- Jardim de Infância
- Campo de Futebol
- Salão de Festas

## Colectividades
- Centro Cultural e Recreativo
- Associação de Caça e Pesca
- Espaço Multimédia